# 富本村 (山形県)
富本村（ふもとむら）は山形県北村山郡にあった村。現在の村山市南西端にあたる。

## 地理
- 山：高森山

## 歴史
- 1889年（明治22年）4月1日 - 町村制の施行により、湯野沢村、岩野村の区域をもって発足。
- 1954年（昭和29年）11月1日 - 楯岡町・西郷村・大倉村・大久保村・戸沢村と合併して村山市が発足。同日富本村廃止。

## 交通

### 道路
- 西部街道（現・国道347号）